# Diadexia
Diadexia là một chi bướm đêm thuộc họ Crambidae.